# 다르코 추를리노프
다르코 추를리노프(마케도니아어: Дарко Чурлинов, 2000년 7월 11일 ~ )는 북마케도니아의 프로 축구 선수로, 프리미어리그 클럽 번리와 북마케도니아 국가대표팀에서 윙어로 뛰고 있다.

## 구단 경력

### 초기 경력
추를리노프는 북마케도니아 스코페에서 태어나 자랐으며, 현지 클럽 포르차에서 축구를 시작했다. 이후 그는 14세까지 라보트니치키와 바르다르의 유소년 팀을 거쳤다. 그 후 독일로 이주하여 한자 로스토크의 유소년 팀에 합류했는데, 그곳에는 이미 그의 친구이자 같은 북마케도니아 출신 축구 선수인 디미타르 미트로브스키가 유소년 팀에서 뛰고 있었다. 미트로브스키는 클럽 관계자들에게 같은 북마케도니아 출신 선수를 팀 동료로 두고 싶다며 추를리노프의 영입을 요청한 바 있다. 추를리노프는 1. FC 쾰른에서 유소년 커리어를 마무리했다.

### 1. FC 쾰른
추를리노프는 1. FC 쾰른의 2군에서 뛰기 시작한 뒤 1군으로 승격되었으며, 2019년 8월 17일, VfL 볼프스부르크를 상대로 한 경기에서 플로리안 카인츠와 교체되어 70분에 데뷔 전을 치렀다. 그는 쾰른에서의 잔여 기간 동안 벤치를 지켰다.

### VfB 슈투트가르트
2020년 1월 8일, 추를리노프는 4년 계약으로 VfB 슈투트가르트에 합류했다. 그는 같은 해 2월 22일, SSV 얀 레겐스부르크를 상대로 실라스 카톰파 음붐파와 교체되어 71분에 데뷔 전을 치렀으며, 득점 기회를 만들어냈다. 그는 슈투트가르트에서의 나머지 기간 동안 주로 교체 선수로 출전했다.

#### 샬케 04로의 임대
2021년 8월 18일, 추를리노프는 시즌 종료까지의 임대 계약으로 샬케 04에 합류했다. 그는 같은 해 8월 21일, SSV 얀 레겐스부르크를 상대로 라인홀트 란프트를 대신해 62분에 교체 투입되며 데뷔 전을 치렀고, 81분에 시몬 테로데의 골을 어시스트했다.

### 번리
2022년 8월 19일, 추를리노프는 비공개 이적료로 4년 계약을 맺고 번리에 합류했다. 그는 다음 날 열린 블랙풀와의 경기에서 비치뉴를 대신해 71분에 교체 투입되며 번리 데뷔 전을 치렀다. 2023년 6월 1일, 세르비아에서 패혈증 의심으로 입원하여 국내 및 국제 경기에서 한 달간 출전하지 못했다.

#### 샬케 04로의 임대
2024년 1월 23일, 추를리노프는 시즌 종료까지의 임대 계약으로 다시 한 번 샬케 04에 합류했으며, 샬케는 이번 임대를 영구 이적으로 전환할 수 있는 옵션을 보유하고 있다.
2024년 5월 21일, 번리는 임대가 종료된 후 선수가 복귀할 것이라고 밝혔다.

#### 야기엘로니아 비아위스토크로의 임대
2024년 8월 7일, 추를리노프는 폴란드 엑스트라클라사 우승 팀 야기엘로니아 비아위스토크로 시즌 임대 이적했다.

## 국가대표팀 경력
2017년 3월 28일, 만 16세 8개월의 나이로 추를리노프는 벨라루스와의 친선 경기에서 북마케도니아 국가대표팀 데뷔 전을 치르며 북마케도니아 국가대표팀 최연소 출전 기록을 세웠다. 추를리노프는 2021년 6월 4일, 카자흐스탄과의 친선 경기에서 첫 국제 경기 골을 기록했다.